# سهره نوک‌قیچی
سهره نوک‌قیچی (نام علمی: Loxia) نام یک سرده از تیره سهرگان است.